# Кущенко, Виктор Николаевич
Виктор Николаевич Кущенко (род. 6 ноября 1947, Москва) — российский политический деятель. Депутат Государственной Думы третьего созыва (1999—2003).

## Биография
В 1973 году закончил Московский институт народного хозяйства, факультет финансы и кредит.
С 1991 года — ведущий научный сотрудник, член Совета Центра экономических и политических исследований ЭПИцентр.

### Депутат госдумы
19 декабря 1999 года был избран депутатом Государственной Думы Федерального Собрания Российской Федерации третьего созыва по федеральному списку партии Яблоко. Занимал пост заместителя председателя Комитета по Регламенту и организации работы Госдумы.